# Dals Långed
Dals Långed est une localité de la commune de Bengtsfors dans le comté de Västra Götaland en Suède.
Sa population était de 1400 habitants en 2019.